# 후지오카 고스케
후지오카 고스케(일본어: 藤岡 浩介, 1994년 8월 13일~)는 일본의 축구 선수이다.

## 구단 경력
그는 2013년 J2리그의 파지아노 오카야마에 입단했다. 2017년 일본 지역 리그의 테게바자로 미야자키로 이적했다. 2018년부터 일본 풋볼 리그로 승격했다. 2020년 일본 풋볼 리그 준우승으로 J3리그로 승격했다. 2022년 FC 기후로 이적했다. 2024년까지 106경기에 출전하여, 38득점을 넣었다. 2025년 J2리그의 FC 이마바리로 이적했다.